# Apparato genitale maschile
L'apparato genitale maschile è l'insieme di organi e di strutture che permettono la riproduzione sessuale negli organismi animali di sesso maschile. Lo studio delle rispettive patologie associate rientra nel campo dell'andrologia.

## Anatomia umana
L'apparato genitale maschile si sviluppa parzialmente verso l'esterno con il pene e lo scroto, contenente i testicoli e gli epididimi. Non sono invece visibili gli altri organi, ovvero le vie spermatiche, le vescicole seminali, le ghiandole bulbouretrali e la prostata.

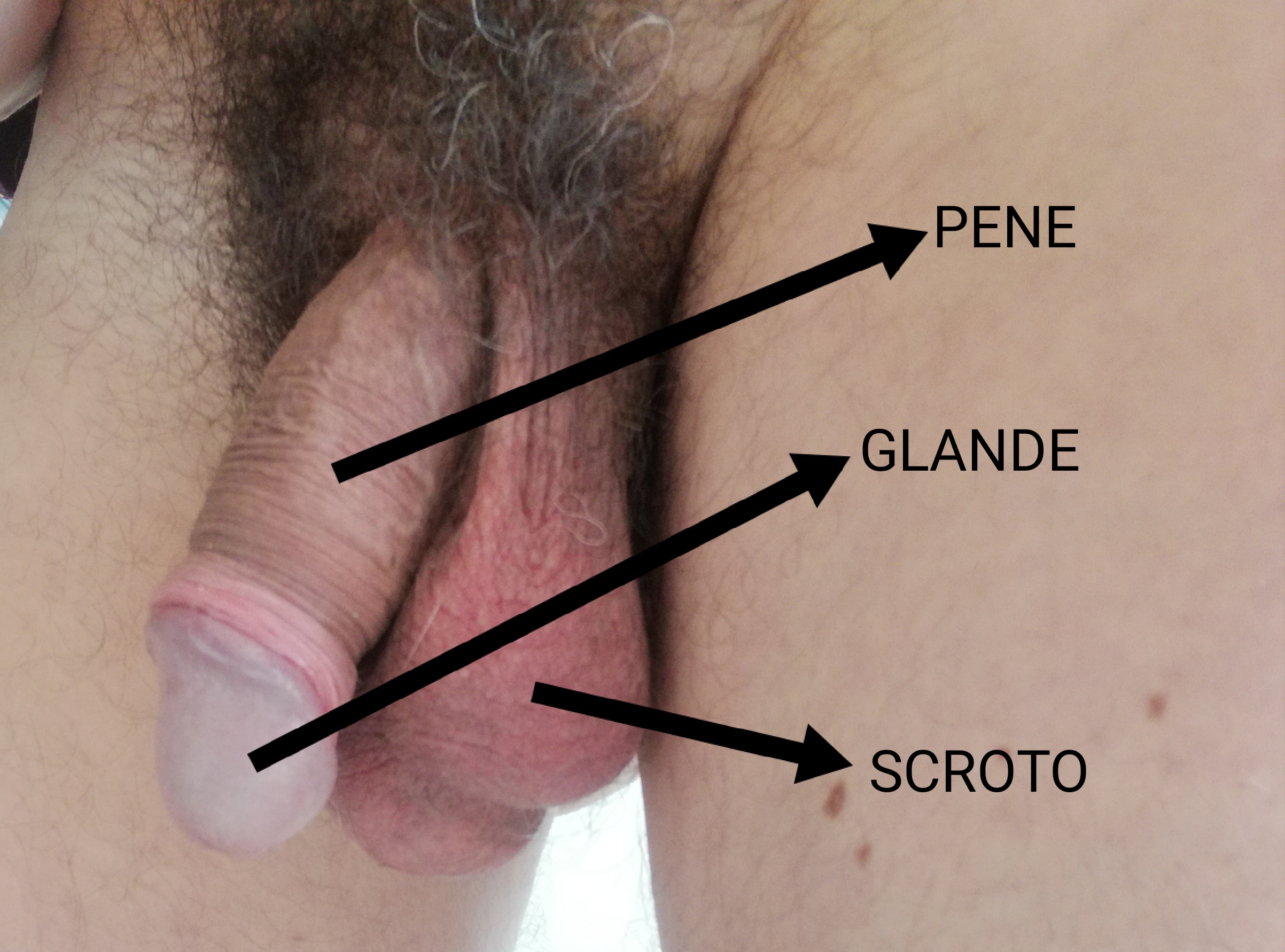
Organi genitali esterni maschili umani

### Organi genitali

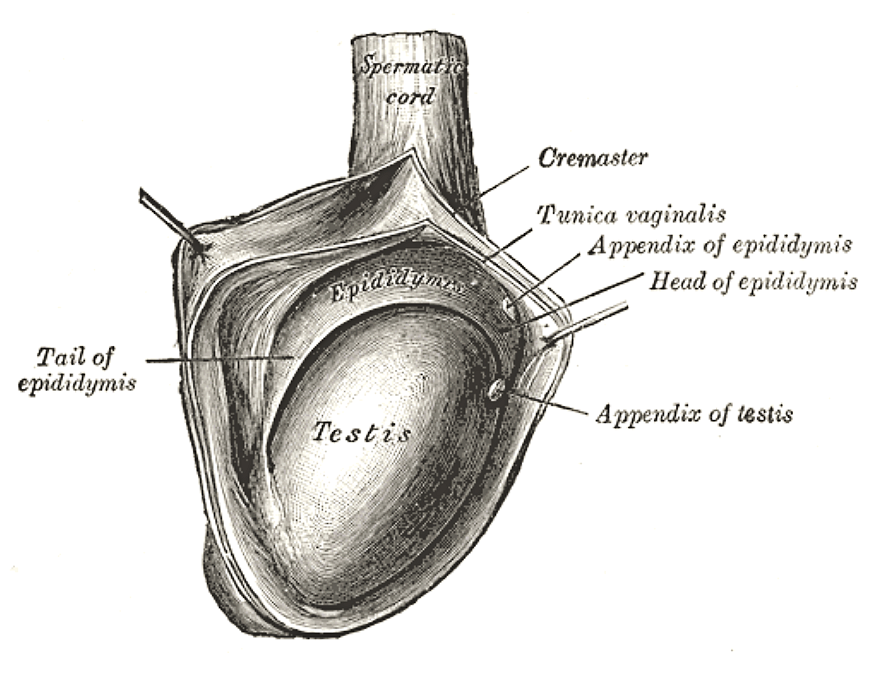
Testicolo umano, ricoperto dalle tre tonache.

#### Testicoli
Il testicolo è un organo pari di forma ellissoidale che rappresenta la gonade maschile; misura 4–5 cm in lunghezza, 2,5 cm in larghezza e 3 cm nel suo diametro anteroposteriore e pesa solitamente sui 10,5-14 grammi. Il testicolo di sinistra si trova solitamente più in basso del testicolo di destra ed entrambi sono separati da un setto chiamato setto scrotale.
Sono situati nella borsa scrotale, sotto il pene. Ciascun testicolo risulta mobile e la sua posizione dipende dal rilasciamento e dalla contrazione del muscolo cremastere e della parete della borsa scrotale. Ha una consistenza molle elastica e un colorito bianco-azzurrognolo. Risultano ricoperti da tre tonache, dall'esterno all'interno: la vaginale, l'albuginea e la vascolare. I testicoli sono responsabili della produzione dello sperma e del testosterone.

#### Vie spermatiche

##### Tubuli retti erete testis
Il parenchima testicolare è costituito da un limitato numero di tubuli seminiferi, la cui parte terminale del tubulo è rettilinea e viene chiamata tubulo retto. Questi, sprovvisti di cellule deputate alla spermatogenesi, vanno ad aprirsi in una struttura reticolare fittamente anastomizzata, definita rete testis e situata nel mediastino testicolare. Da questa originano una dozzina di condotti efferenti che raggiungono la testa dell'epididimo.

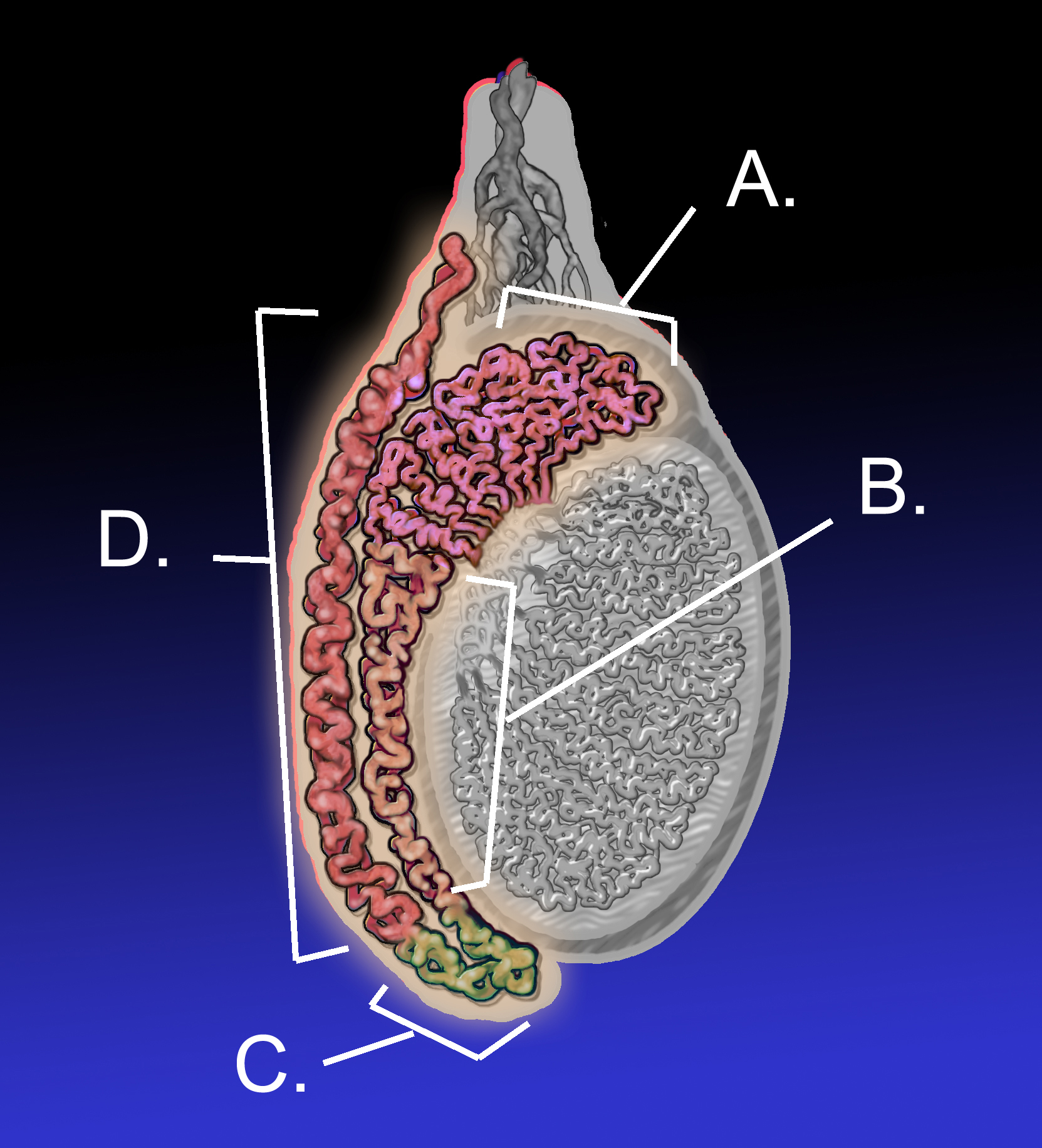
Struttura dell'epididimo:
A. Testa
B. Corpo
C. Coda
D. Dotto deferente

##### Epididimo
L'epididimo è situato postero-lateralmente a ciascun testicolo. Strutturalmente si compone di una testa voluminosa, un corpo e una coda, che si continua con il dotto deferente. È formato da un singolo condotto che origina dai condotti efferenti della rete testis, lungo circa sei metri ed estremamente spiralizzato, mantenuto nella sua forma da connettivo fibroso. Qui avviene la maturazione definitiva degli spermatozoi.

##### Dotto deferente
Lungo circa 30 cm, ha una forma cilindrica e una consistenza dura, dovuto al fatto che è fornito di un tessuto muscolare molto spesso. Originano dalla coda dell'epididimo e fungono da principale sede di deposito degli spermatozoi maturi. Dall'epididimo risalgono sino all'orifizio esterno del canale inguinale e lo imboccano per decorrervi internamente. Una volta fuoriusciti dall'orifizio interno del canale inguinale, si portano, piegandosi, lateralmente alla vescica, e successivamente si dirigono medialmente incrociando gli ureteri e ricevendo, in corrispondenza della faccia posteriore della vescica, il dotto escretore della vescicola seminale. L'ultima porzione del dotto deferente è dilatata ed è definita porzione ampollare.

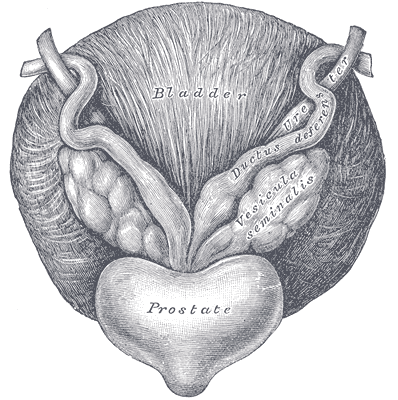
Prostata e vescicole seminali in relazione con la vescica

#### Vescicole seminali
Le vescicole o vescichette seminali sono condotti spiraliformi, situati tra il retto e la vescica, di forma piramidale e lunghi circa cinque centimetri. Il polo superiore è a fondo cieco, mentre quello inferiore si unisce al dotto deferente a formare il condotto eiaculatore, che a sua volta percorrerà il parenchima della prostata per aprirsi nell'uretra. Sono formate da epitelio pseudostratificato e sono responsabili della produzione di circa l'85% del liquido seminale.

#### Prostata
La prostata è un organo ghiandolare posto inferiormente alla vescica e all'orifizio uretrale interno e circonda la prima porzione dell'uretra, definita pertanto uretra prostatica. Ha la forma, le dimensioni e la consistenza di una castagna. È avvolta da una densa capsula fibrosa, mentre strutturalmente il parenchima prostatico è costituito da un insieme di ghiandole tubulo alveolari, circondate da un tessuto fibroso contenente cellule muscolari lisce che si contraggono al momento dell'eiaculazione. La prostata produce e secerne un liquido poco viscoso, alcalino e lattescente che serve a stimolare la motilità degli spermatozoi e a neutralizzare l'acidità dell'ambiente vaginale. È responsabile della produzione di circa il 15% del liquido seminale.

#### Ghiandole di Cowper
Le ghiandole bulbouretrali o di Cowper sono piccole ghiandole esocrine, di 3–5 mm di diametro e caratterizzate da un epitelio cubico o colonnare, situate alla radice del pene all'altezza dell'uretra membranosa. La loro capsula fibroelastica è composta, da fibroblasti e cellule muscolari lisce, oltre che dalle fibre muscolari scheletriche provenienti dai muscoli del diaframma urogenitale. Dalla capsula originano dei setti che dividono ogni ghiandola in lobuli definiti cisterne.

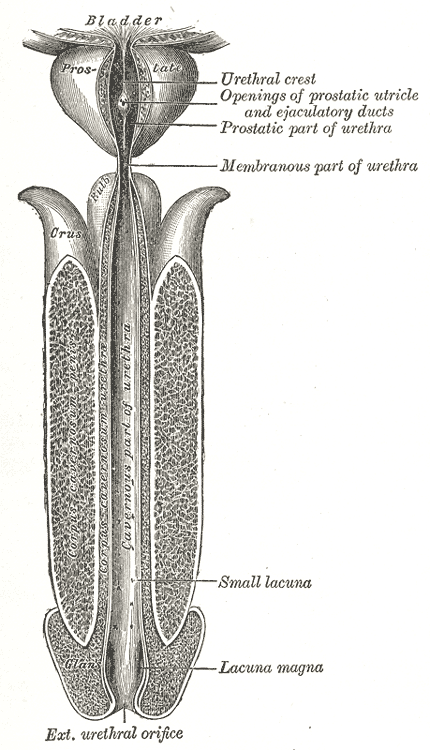
Pene umano. Sono visibili i tre corpi cavernosi che contribuiscono alla formazione e i rapporti con la prostata.

#### Il pene
Il pene è l'organo maschile deputato alla copulazione. È una struttura impari e mediana, che con la sua parte libera, o corpo del pene, erettile, sporge all'esterno del corpo al di sotto della sinfisi pubica maschile, mentre la sua radice del pene è nascosta nel perineo. Mentre la radice del pene è fissa, essendo applicata alle due branche ischio-pubiche ed al trigono uro-genitale, il corpo del pene, che fa seguito in avanti alla radice, sporge libero e mobile e, allo stato di flaccidità, pende con forma all'incirca cilindrica, davanti allo scroto. La parte libera del pene, quando non eretta, misura circa 10 cm. di lunghezza e circa 4-5 cm. di circonferenza ; per gravità è poggiata sulla faccia anteriore dello scroto, e con la radice del pene forma un angolo di circa 60°,aperto in basso(angolo del pene).Nello stato di erezione, invece, le misure del pene raggiungono i 14-16 cm. di lunghezza ed i 12 cm. di circonferenza, mentre l'angolo del pene si annulla e il corpo del pene si pone in asse con la radice.
Il pene è formato da tre masse cilindriche di tessuto cavernoso erettile tenute insieme da connettivo fibroso e ,nella parte libera, avvolte da cute:
- le due masse laterali superiori sono dette corpi cavernosi del pene;
- la terza massa, ventrale ,denominata corpo cavernoso dell'uretra, avvolge il tratto penieno dell'uretra.
- La porzione terminale del pene, detta glande, appare lievemente espansa e ,strettamente unita al corpo spongioso dell'uretra, ricopre le estremità distali dei corpi cavernosi del pene.

Verso l'apice del glande è visibile il meato uretrale, l'ultimo tratto dell'uretra. 
Il termine cavernoso serve a indicare le lacune vascolari  (cavernule) presenti in tali strutture; le cavernule possono riempirsi di sangue durante l'eccitazione sessuale per permettere il fenomeno dell'erezione.
Il rivestimento cutaneo della parte libera del pene è alquanto lasso e costituisce una piega, il prepuzio, che ricopre quasi completamente il glande.

### Vascolarizzazione
L'arteria più importante per il testicolo è l'arteria spermatica o testicolare. Quest'ultima nasce dalla faccia anteriore dell'aorta addominale a livello della L2 (stesso livello dell'origine del testicolo), in sede retro-peritoneale e fa parte dei rami pari (i rami dell'aorta addominale si dividono in pari e impari). Continua nella sua discesa lungo la parete addominale posteriore accompagnata dalla corrispondente vene e incrocia, sia a destra che a sinistra, l'uretere. Continuando la sua discesa passa al di sotto del peritoneo della cavità pelvica e si inserisce nel canale inguinale.
Prima di raggiungere il testicolo, l'arteria spermatica cede dei rami all'epididimo che sono: un ramo anteriore, che va ad irrorare la testa dell'epididimo e un ramo posteriore, che va ad irrorare corpo e coda dell'epididimo. Raggiunge quindi l'organo e si divide in ramo mediale e laterale per le corrispondenti facce. Il ramo posteriore che irrora il corpo e la coda dell'epididimo, in corrispondenza della coda, andrà ad anastomizzarsi con l'arteria deferenziale che, come dice il nome, irrora il dotto deferente ed è un ramo della arteria vescicolodeferenziale . Il testicolo è raggiunto da tre arterie in tutto: l'arteria spermatica, l'arteria deferenziale, l'arteria funicolare cremasterica. Quest'ultima nasce dall'arteria epigastrica inferiore e scende insieme al funicolo spermatico fino alla porzione inferiore del deferente dove partecipa all'anastomosi con l'arteria deferenziale e il ramo posteriore dell'arteria spermatica. L'arteria funicolare cremasterica è molto importante per la vascolarizzazione delle tonache che circondano il testicolo.
Per quanto riguarda il ritorno venoso, le vene che nascono dal testicolo e dall'epididimo vanno a formare un ricco plesso, il plesso pampiniforme, che si posiziona in parte anteriormente al dotto deferente, prendendo il nome di plesso predeferenziale (più voluminoso), e in parte posteriormente, prendendo il nome di plesso postdeferenziale. Questi plessi, che hanno anche una funzione termoregolatrice nei confronti del testicolo, si dirigono verso l'alto andando a far parte del cordone spermatico e subiscono poi due destini differenti: il plesso postdeferenziale, il meno voluminoso, si raccoglie in vene che andranno a confluire nella vena iliaca interna; il plesso predeferenziale invece si raccoglie per formare la vena spermatico testicolare, la quale percorre il canale inguinale, fuoriesce dall'orifizio addominale, segue il decorso dell'arteria testicolare, incrociando l'uretere.
Qui il destino delle due vene spermatiche è diverso (caratteristica delle vene genitali in generale, quindi anche quelle ovariche hanno lo stesso destino): la vena spermatica o testicolare di destra, come ci si aspetta, terminerà nella vena cava inferiore; la vena spermatica o testicolare di sinistra si porterà nella vena renale di sinistra, che a sua volta terminerà nella vena cava inferiore.

### Innervazione
L'innervazione dell'apparato genitale maschile è estremamente importante sia per il fenomeno dell'eiaculazione sia per quello dell'erezione. L'eiaculazione è il processo mediante il quale, attraverso delle contrazioni ritmiche, viene espulso attraverso l'uretra peniena lo sperma maschile; lo sperma consta di una componente prodotta nei testicoli, principalmente spermatozoi, e di una componente propriamente detta liquido seminale prodotta nelle vescichette seminali e nella prostata. La prima parte dell'eiaculazione consiste quindi nel movimento degli spermatozoi dai testicoli fino all'uretra prostatica attraverso il dotto deferente, e questo movimento è assicurato da contrazioni della muscolatura involontaria adopera dell'ortosimpatico tramite il nervo genito-femorale.
Anche la contrazione delle vescichette seminali e della prostata che contengono il liquido seminale avviene a opera dell'ortosimpatico che oltretutto opera un altro passaggio principale, ossia la chiusura dello sfintere interno dell'uretra. La contrazione dei muscoli bulbo-cavernosi e ischio-cavernosi invece è opera del sistema motorio e nello specifico del nervo pudendo, così come anche l'innervazione sensitiva è pudendo-dipendente. Il fenomeno dell'erezione invece avviene per la dilatazione vasale operata dal parasimpatico sacrale che favorisce l'afflusso di un maggior quantitativo di sangue. Il parasimpatico quindi opera inibendo la contrazione simpatica, e questo è possibile grazie al rilascio endoteliale di ossido nitrico che opera quindi in questo caso da secondo messaggero.